# 我親愛的失敗者
《我親愛的失敗者》，為泰國GMM 25與LINE TV於2017年7月9日起播出的浪漫愛情喜劇，共有三個單元，包括「十七歲的你我」、「怪物浪漫」及「永遠幸福快樂」。
此劇由GMMTV製作，為2017年3月GMMTV的「6 Natures+」新劇宣傳活動上，六套公開劇集的其中之一。其後，此劇於2017年7月在GMM 25電視台及LINE TV首播，翌年3月終映。
此劇第二部曲「怪物浪漫」播出時，為配合泰皇普密蓬·阿杜德的皇家火葬儀式，於2017年10月暫停播出一個月，至2017年11月5日恢復播出。

## 劇情簡介

### 「十七歲的你我」
此劇講述個性軟弱的Oh（Nanon 飾演），飽受同學Copper（Plustor 飾演）等人欺凌。轉學生Sun（Chimon 飾演）其後亦與In（Pluem 飾演）等人發生衝突，自然亦變成大家欺負的新目標，兩人共患難下相知相惜，培養出珍貴的友誼。同時，Oh為了吸引一直以來暗戀的女孩Peach（Jane 飾演）的注意，下定決心要改變自己。到底在食物鏈底層的Loser能否成功翻轉命運？十七歲限定的青春故事就此展開。

### 「怪物浪漫」
愛情的力量足以令惡魔從良成為天使！？此劇講述火爆又放蕩不羈的Pong（Lee 飾演）在一次車禍中與富家女Namking（Mook 飾演）結下緣分，Pong對她一見鍾情，其後更被經營咖啡店的Namking任勞任怨，跑腿外送樣樣來。Pong為了守護這份得來不易的愛情，漸漸改掉壞脾氣，努力成為一個更好的人…

### 「永遠幸福快樂」
此劇講述真誠又可愛的Tonkla（Push 飾演）因為平凡的家世背景，遭到初戀Gorya（Esther 飾演）的父母強烈反對，令Tonkla努力成為獨當一面的男人。終在排除萬難下，能與Gorya修成正果，步入婚姻階段。但小倆口在生活中也難免為了小事而吵得天翻地覆。究竟他們能否從此就過著幸福快樂的日子？他們的愛情生活又會遇見甚麼有趣插曲呢？

## 演員陣容
註：括號內的演員姓名為小名。

### 「十七歲的你我」

#### 主要人物
- 格拉帕·格潘（Nanon）飾演 Oh
- 娜米妲·吉勒娜拉帕（Jane）飾演 Peach
- 吳夢凡（Pluem）飾演 In
- 瓦奇拉維·讓維瓦（Chimon）飾演 Sun
- 陂諾皮帕·帕塔納汕他儂（Plustor）飾演 Copper
- 娜帕誦·薇拉尤蒂萊（Puimek）飾演 Ainam

#### 其他人物
- 塔納·羅坤宋巴（Lee）飾演 Pong
- 納查特·佳塔潘（Nicky）飾演 Jack
- 哈里·奇瓦加隆（Sing）飾演 Jued
- 提娜麗·維拉瓦諾丹（Namtan）飾演 On
- 安比查婭·薩瓊（Ciize）飾演 Mochi
- 齊拉維·薩利瓦塔納（Gun）飾演 Ken
- Nattharat Kornkaew（Champ）飾演 Benz Decha 老師
- Paweenut Pangnakorn（Pookie）飾演 Jitra 老師
- Sirinuch Petchurai（Koi）飾演 Oh 母親
- 坤捺孔·葛潘（Co）飾演 Copper 伯父

#### 特別出演
- Benja Singkharawat（Yangyi）飾演 Peach 母親

### 「怪物浪漫」

#### 主要人物
- 塔納·羅坤宋巴（Lee）飾演 Pong
- 瓦拉妮·塔瓦翁（Mook）飾演 Namking

#### 其他人物
- 哈里·奇瓦加隆（Sing）飾演 Jued
- 提娜麗·維拉瓦諾丹（Namtan）飾演 On
- 納查特·佳塔潘（Nicky）飾演 Jack
- 琳·蘇皖瑪（Neen）飾演 Emma
- Phakjira Kanrattanasood（Nanan）飾演 Kris
- 彩拿甘·阿旁蘇提南（Gunsmile）飾演 Tae
- Vonthongchai Intarawat（Tol）飾演 Pok
- Panyawong Ornanong 飾演 Pong 母親
- 普提查·克瑟辛（Push）飾演 Tonkla

### 「永遠幸福快樂」

#### 主要人物
- 普提查·克瑟辛（Push）飾演 Tonkla
- 艾絲特·蘇普莉拉 飾演 Gorya

#### 其他人物
- Pongkool Suebsung（Pop）飾演 Win
- 功博·佔乍倫（Joke）飾演 Jeng
- Paweenut Pangnakorn（Pookie）飾演 Oum
- 尼替·柴契塔通（Pompam）飾演 Por
- Surasak Chaiat（Nu）飾演 Preecha
- Pimonwan Hoonthongkam（Pui）飾演 Chudapa
- Nattharat Kornkaew（Champ）飾演 Benz
- Suppawan Kootpan（Add）飾演 Add
- Alice Tsoi 飾演 Namo
- Poramaporn Jangkamol（June）飾演 Pim
- 阿福·努婆法奈克（Backaof）飾演 Champ
- 西瓦科恩·勒爾科喬特（Guy）飾演 Otto
- Nutsarud Taporntongsuti 飾演 Nat

#### 特別出演
- Leo Saussay（英语：Leo Saussay） 飾演 Ake
- 納查特·佳塔潘（Nicky）飾演 Jack
- 格拉帕·格潘（Nanon）飾演 Oh
- 吳夢凡（Pluem）飾演 In
- 瓦奇拉維·讓維瓦（Chimon）飾演 Sun
- 塔纳本·万罗西力侬（Na）
- 瓦拉妮·塔瓦翁（Mook）飾演 Namking
- 塔納·羅坤宋巴（Lee）飾演 Pong
- 提娜麗·維拉瓦諾丹（Namtan）飾演 On
- 哈里·奇瓦加隆（Sing）飾演 Jued
- 娜帕誦·薇拉尤蒂萊（Puimek）飾演 Ainam
- 娜米妲·吉勒娜拉帕（Jane）飾演 Peach
- Methavee Pichetchaiyuth（Now）

## 外部連結
- 《我親愛的失敗者 – 怪物浪漫》 GMM25 官方網站（泰文）
- 《我親愛的失敗者 – 十七歲的你我》 MyDramaList 劇集介紹及劇評 （页面存档备份，存于）（英文）
- 《我親愛的失敗者 – 怪物浪漫》 MyDramaList 劇集介紹及劇評 （页面存档备份，存于）（英文）
- 《我親愛的失敗者 – 永遠幸福快樂》 MyDramaList 劇集介紹及劇評 （页面存档备份，存于）（英文）
- 《我親愛的失敗者 – 十七歲的你我》 豆瓣劇集介紹 （页面存档备份，存于）（中文）
- 《我親愛的失敗者 – 怪物浪漫》 豆瓣劇集介紹 （页面存档备份，存于）（中文）
- 《我親愛的失敗者 – 永遠幸福快樂》 豆瓣劇集介紹 （页面存档备份，存于）（中文）